# Clathria elegans
Espèce
Synonymes
Clathria (Clathria) elegans
Clathria elegans est une espèce d'éponges de la famille Microcionidae que l'on trouve dans les eaux américaines de l'Océan Atlantique Nord.